# Роксбері (Канзас)
Роксбері (англ. Roxbury) — переписна місцевість (CDP) в США, в окрузі Макферсон штату Канзас. Населення — 70 осіб (2020).

## Географія
Роксбері розташоване за координатами 38°33′2″ пн. ш. 97°25′40″ зх. д. / 38.55056° пн. ш. 97.42778° зх. д. (38.550549, -97.427721).  За даними Бюро перепису населення США в 2010 році переписна місцевість мала площу 10,44 км², з яких 10,43 км² — суходіл та 0,01 км² — водойми.

## Демографія
Згідно з переписом 2010 року, у переписній місцевості мешкали 104 особи в 46 домогосподарствах у складі 29 родин. Густота населення становила 10 осіб/км².  Було 52 помешкання (5/км²).
Расовий склад населення:
| - 95,2 % — білих - 4,8 % — корінних американців |

До двох чи більше рас належало 0,0 %. Частка іспаномовних становила 1,9 % від усіх жителів.
За віковим діапазоном населення розподілялося таким чином: 25,0 % — особи молодші 18 років, 55,8 % — особи у віці 18—64 років, 19,2 % — особи у віці 65 років та старші. Медіана віку мешканця становила 48,3 року. На 100 осіб жіночої статі у переписній місцевості припадало 108,0 чоловіків;  на 100 жінок у віці від 18 років та старших — 85,7 чоловіків також старших 18 років.
Цивільне працевлаштоване населення становило 27 осіб. Основні галузі зайнятості: виробництво — 44,4 %.